# Kuuse
Kuuse is een plaats in de Estlandse gemeente Saaremaa, provincie Saaremaa. De plaats heeft de status van dorp (Estisch: küla) en telt 26 inwoners (2021).
Tot in december 2014 behoorde Kuuse tot de gemeente Kärla, daarna tot in oktober 2017 tot de gemeente Lääne-Saare en sindsdien tot de fusiegemeente Saaremaa.
Ten noorden van de plaats ligt het meer Karujärv (3,3 km²). Het hoofdkwartier van de Boswachterij Saaremaa (Estisch: Saaremaa metskond) bevindt zich in Kuuse.

## Geschiedenis
Kuuse werd pas in 1922 voor het eerst genoemd als nederzetting op het voormalige landgoed van Kärla. In 1977 werd Kuuse bij het buurdorp Mätasselja gevoegd. In 1997 werd het dorp weer zelfstandig.